# Манастир Бања
Манастир Бања је српски средњовековни манастир који припада Епархији милешевској Српске православне цркве, а налази 3 километра од Прибоја, на подручју старе српске средњовековне жупе Дабар. Главни манастирски храм је посвећен Светом Николи Мирликијском (још се помиње и под називом Св. Никола Дабарски). Манастирски комплекс чине три цркве: поред Манастира посвећеном светом Николи, уз уз јужни зид дозидана је мања црква посвећена Успењу Пресвете Богородице, док се са северне стране манастири налази обновљена црква посвећена Светом Илији.
Манастир се данас налази под заштитом државе Србије, представља непокретно културно добро као споменик културе од изузетног значаја.

## Историја
Као епископска, а затим као митрополијска столица, на ободном подручју језгра Рашке области, овај манастир је имао веома важну улогу у духовној и културној историји српског народа током средњег века. Средњовековни извори га означавају као Свети Никола Дабарски, јер је главна црква посвећена Светом Николи Мирликијском, а жупа у којој се манастир налази звала се Дабар.
Прво помињање овог манастира било је у „Студеничком типику“  из 1208. године. То је документ првог српског архиепископа и светитеља Саве Немањића, у ком се дефинише ранг студеничког старешине, највишег међу свим старешинама. У делу документа, који се односи на поступак устоличења помиње се манастир Светог Николе у Дабру. Израз „дабар“ означава удолину и чест је словенски топоним. Дабар је, дакле, овде дефинисан као област, претежно планинска. Простире се дуж обе обале доњег тока Лима, до ушћа у Дрину, изнад Вишеграда.
За овај манастир се не зна ни ко га је подигао, ни када, ни на који начин су овде доспела стилска обележја, која нису имала никаквог утицаја на даље локално стварање. Оно што је извесно је да је он постојао пре немањићког доба. Ктитор се, дакле, не зна, може само да се наслућује. Манастир је импозантних размера, што није у складу са локалном преднемањићком архитектуром, која се одликује храмовима малих димензија, па се намеће закључак да се ради о богатом ктитору. Ако се узме у обзир и чистота архитектонског стила, закључује се да се ради о раздобљу које је означено као средњовизантијски период. Не виде се никакви стилски утицаји, који би упутили на то да су манастир градили Немањићи, а и о томе би постојало предање или било какав траг, као у другим случајевима. Зато би била прихватљива претпоставка да ктиторе манастира Свети Никола на Бањи треба тражити међу византијском властелом. (на основу истраживања Др Светлане Пејић).
Целину манастира чине: велика црква Светог Николе, црква Успења и црква Светог Илије. Ту су и два конака: из 1902. и 1976. године.
Манастир је имао изузетан значај, самим тим што је био центар епископије. У српској средини је уживао изузетан углед. Он је био значајно упориште за политичку, верску и културну борбу. Заправо, после пропасти Самуилове државе, Византија је укључила балканске области у свој управни и црквени систем. Године 1020. Охридској архиепископији придодата је и епископија Рас. Ова област је имала велики значај у византијској цркви. Зато су овде упућивани грчки свештеници (први свештеник, Теодор, је био грчког порекла). У то време је у византијској цркви бујала богумилска јерес, против које се требало борити, па се и из тих разлога претпоставља да је неки византијски властелин подигао манастир, како би се успешније борили против јеретика. Тако је овај манастир, од тада, па све до данас, био и остао значајно средиште за духовни и културни живот становништва.
Када је 1219. Сава Немањић установио аутокефалну српску цркву и притом извршио територијалну епархијску поделу, за епископска седишта је брижљиво одабирао манастире, па сама чињеница да је манастир Свети Никола био центар Дабарске епархије (касније и Дабро-босанске митрополије), довољно говори о његовом значају у то доба.. Међу разлозима се помиње то што је овај манастир из преднемањићког доба, затим и то што је ово погранични део, тик уз територије с преовлађујућим јеретичким становништвом. Више пута уништаван, паљен и разаран, манастир је увек обнављан и увек био место где су се људи окупљали, правили договоре, неговали традицију и духовно оплемењивали. Нпр. манастир је страдао још у 14. веку у нападима босанског бана Стјепана Котроманића; млади краљ Душан је негде пре 1329. године ту успешно ратовао против „безбожних и поганих бабуна”, како су називали банове поданике.
Патријарх Макарије Соколовић, брат великог везира Мехмед-паше Соколовића, је био веома привржен овом манастиру и често је ту долазио. Неки тврде да се ту, на топлим бањским изворима лечио. Манастиру је даривао две позлаћене рипиде са посветом. Као битан догађај, који је манастиру донео нови сјај, бележи се предавање престола обновљене Пећке патријаршије, које је Макарије уступио свом синовцу Антонију Соколовићу, управо овде, у Бањи. То се десило на Сабору Светог Николе 1572. године. Непосредно пред овај догађај, који је забележен на фресци манастира Св. Никола из 1574., дошло је и до значајне обнове манастира.
Цркве и манастири су код српског народа, поред културно-просветне делатности, лечили душу поробљеног народа, који би се једанпут у години дана, о празнику скупио код манастира. Док манастири нису били обновљени, народ није смео играти коло по селима и другим местима. Зато се увек хитало да се манастир што пре обнови, јер народна песма, коју је познавао сваки Србин, била је веза са прошлошћу, која је снажила наду у бољу будућност.
У манастиру је постојала икона Богородица са Христом у наручју, из 14. века. Међутим, она се данас налази у чајничкој цркви Богородичиног успења, позната по својим чудотворним моћима и по називу Чајничка красница. Претпоставља се да је ту доспела тако што су је у овај манастир склонили калуђери приликом бекства пред Турцима.
Сјај и славу манастир је имао и пре и за време Немањића. Краљ Урош је био први донатор манастира, а то су били и други Немањићи, пре и после њега. И то је дизало углед манастира. Свети Сава је често долазио у Бању и ту лечио оболеле ноге. Приликом једног путовања свратио је у Бању и окупао се у лековитој бањској води. Идући ка Новој Вароши, застао је у једном месту да се одмори и ту је осетио да га ноге мање боле, а и да се лакше и брже креће. Силно се обрадовао, а то место се од тада зове Радојиња. Тако се препричава у народу, мада назив места Радојиња доводе у везу и са још једним предањем.
Манастир је обнављао и Стефан Дечански. за кога се верује да је то урадио из захвалности Богу и Светом Николи што му се ту, у Бањи, вратио вид. Заправо, након сукоба са својим братом од стрица, Владиславом, поводом права на управљање жупом Дабар, као победник је изашао Стефан (1324. год.). Пошто је приликом сукоба дошло до рушења манастира (то је било прво рушење), он је одмах кренуо са његовом обновом. Сматра се да је намерно тражио да западна купола буде без прозора (симболика за његово слепило), а да источна буде са прозорима (симболика о томе да је, након боравка у Бањи и молитве у овом манастиру, прогледао).
Краљ Стефан Урош I („храпави“ или „крапави", тако су га звали у народу), још пре своје владавине добио је неку кожну болест. Легенда каже да му се у сну јавио Свети Никола и наредио му да оде да се окупа у бањи, која извире близу реке Лим у Рашкој. Он је тако и урадио. На повратку из Бање ка Новој Вароши долазило је до промена на његовом телу, а по тим променама су се касније назвала околна села, кроз која је пролазио. Тако село, у ком су кожни осипи набубрили као орах назваше Орашац, а тамо где су се створиле красте данас остаде село Кратово. У једном селу су се те красте зарутале и њега назваше Рутоши. Најзад, кад су красте нестале, краљ и његова пратња се обрадоваше због краљевог излечења и село у ком су се тада нашли назваше Радојиња. Ова села се и данас тако зову и налазе се на путу од Бање до Кокиног Брода, одакле се прави веза Бање са магистралним путем Београд- Подгорица.
Након Великог турског рата између аустријске и турске војске (1690) дошло је до бекства пред Турцима, који су у свом походу уништавали све што им се нашло на путу. На путу им се нашао и манастир Свети Никола, који су порушили, неке калуђере поубијали, а неки су побегли у манастир Свети Ђорђе у оближњем селу Мажићи. Ризикујући живот, храбри калуђери су део манастирске ризнице закопали метар и по испод пода манастира. Године 1974. екипа Републичког завода за заштиту споменика културе Србије, на челу са Мирјаном Шакотом, историчарем уметности, у оквиру истраживачких радова, откопала је ризницу од 40 црквених предмета (рипиде, кивот, кадионице, путири, чаше, крстови, кандила, панагије, кандила, кашике и дугмад). Ово благо је око 280 година било под земљом. То је само део манастирског блага. С обзиром да је овде био центар епископије и митрополије, морало је да се нађе још експоната, који су, за такав статус манастира, неизбежни. Шта се с тим предметима десило, само се претпоставља: или негде другде леже закопани, или су их неки калуђери, бежећи од прогона, некуда однели, или су их многобројни рушитељи опљачкали и однели.
Године 1853, када је обновљен манастир (том приликом је и српски кнез Александар дао новчану помоћ), под изговором да се гради кућа за монахе и намернике, у близини манастира је направљена школа на два спрата. Те године је школа почела са радом, тако да је то данас најстарија школа у прибојском крају. Самим тим што је овде народ рано почео да се описмењава, јасна је и чињеница откуда у овом крају толики број образованих људи и, уопште, љубитеља.
Руски конзул Хиљфердинг је сликовито описао изглед Бање после обнове манастира 1853. год.: „ Изграђен је хан за госте који долазе на купање. Извор привлачи манастиру много света, а сада га посећују, не само сељаци. него и људи „више класе“, чиновници, трговци из оближњих србијанских округа. Из захвалности, калуђери су, уз извор, подигли дрвени базен и оградили га оградом, како би се посетиоци заштитили од индискретних погледа. Али је то била слаба заштита. Покрај извора има узвишење, са кога се, као на длану, може видети све шта се дешава у базену.“
На Илиндан 1875. године код манастира на Бањи, када се одржава вашар, окупио се силан народ. Дошли су и свештеници из околних парохија. Пошто је у то време расло расположење народа за устанак, по завршеној служби у манастиру, одржан је скуп, на ком је донет план о општенародном устанку. Направљен је договор о учешћу народа Полимља и старовлашког краја и утврђено је да устанак почне на Велику Госпојину (28. августа). Устаници су поражени, а Турци су тада манастир претворили у магацин. У његовој порти су направили касарну. Тако су народ поново одвојили од светиње, али тај народ није одустајао од обнове манастира.
Манастир је био више од 20 година у рушевинама, док Срби нису измолили од султана Абдул Хамид Хана II ферман за обнову манастира. Дозвола је стигла јануара 1899. године, па је код манастирског храма одржано молепствије у знак захвалности, којем су присуствовали турски званичници. Након добијања сагласности од Турске, манастир је обновљен 1902. године, а на Илиндан је освештан. Тада су обновљени обреди венчања и крштавања, службе, литургије, окупљања народа на молитву и о празницима.
Последњи пут је обновљен до 1902. године, а 1974. године, у њему је откривена богата ризница која спада у ред најочуванијих и најкомплетнијих средњовековних ризница на Балканском полуострву.
Првог јуна 2007. године манастирска ризница, која је од њеног ископавања, чувана у музеју српске православне цркве у Београду, враћена је у манастир Светог Николе. Данас она има непроцењиву историјску и уметничку вредност.

## Црква светог Николе
Манастирска црква посвећена светом Николи има основу у облику уписаног крста са полукружном апсидом и две полукружне нише на истоку, припратом и пространим отвореним тремом на западу. Конструктивни склоп храма чине две куполе над средишњим простором наоса и припрате.
Живопис у цркви има два слоја:
- првобитни, из прве половине 14. века, који представља део српског сликарства насталог напуштањем класицизма ренесансе Палеолога
- каснији, са краја 16. века, који је дело непознатих сликара пећке сликарске радионице који и стилски и иконографски понављају старији живопис.

Остаци првобитног се могу видети у наосу и олтару са каснијим, док фреске у припрати припадају каснијем живопису.